# Рамуль, Константин
Константин Рамуль (эст. Konstantin Ramul; 30 мая 1879, Аренсбург, Лифляндская губерния — 11 февраля 1975, Тарту) — эстонский ученый-психолог, профессор, заведующий кафедрой психологии Тартуского университета.
Родился в семье православного священника Андрея Андреевича (Альбрехта) Рамуля (15.04.1842 — 28.10.1926) и Елизаветы Фёдоровны (урожд. Павловой; 4.12.1849 — 30.10.1900).
Константин Рамуль больше всего известен своими работами над историей экспериментальной психологии.
Рамуль считал, что история зависит от психологии, хотя философ науки Эрнест Нагель критиковал его за то, что он «нечетко приводит типы психологических исследований, которые относятся и к сфере историков» (Нагель, 1934, с. 599—600).
Младший брат Константина — Максимилиан Рамуль (1884—1969), офицер Русской императорской армии, участник Первой мировой войны, кавалер ордена Святого Георгия и Георгиевского оружия.

## Публикации
- Ramul, Konstantin. 1936. «Psychologie und Geschichte.» Archiv für die gesamte Psychologie 95(1-2), pp. 1-14.
- ———. 1960. «The Problem of Measurement in the Psychology of the Eighteenth Century.» American Psychologist 15, pp. 256—265.
- ———. 1974. Iz istorii psikhologii. Tartu: Tartuskiĭ gos. universitet.

## Внешние источники
- Introduction (in Estonian) and photo

1. 1 2 3 4  Педагоги и психологи мира — 2012.